# Čukotsko-kamčatské jazyky
Čukotsko-kamčatská jazyková rodina je nevelká rodina původních jazyků na ruském Dálném východě. Jedná se snad o pozůstatky kdysi rozšířené skupiny jazyků, mnohé z těchto jazyků jsou dnes ovšem na pokraji vymření.
Spolu s několika dalšími osamocenými jazyky severovýchodní Asie - nivchštinou, jukagirskými jazyky a jenisejskými jazyky, případně také s ainštinou a eskymácko-aleutskými jazyky - bývá někdy řazena do skupiny tzv. paleoasijských jazyků.

## Dělení
- Čukotské jazyky
  - čukotština - nejrozšířenější čukotsko-kamčatský jazyk, přibližně 7 000 mluvčích
  - korjačtina - zhruba 3 000 mluvčích
  - aljutorština - přibližně 40 mluvčích
  - kerekština (†) - jazyk přežívající do konce 20. století, dnes zřejmě vymřelý
- Kamčatské jazyky
  - itelmenština - kolem 100 mluvčích starší generace na Kamčatském poloostrově

## Itelmenština
O příbuznosti itelmenštiny a čukotských jazyků se někdy pochybuje.[zdroj?] Mnoho slov v itelmenském lexiku nemá žádnou podobnost s čukotskými jazyky a pochází patrně ze substrátového jazyka Kamčatky, snad vzdáleně příbuzného nivchštině nebo indiánským jazykům rodiny wakaš (např. kzumch "čmelák", klaml "moucha", kmak "brouk", minl "zajíc". chyvne "vlk", enč "ryba", kydch "bříza", lač "slunce"). Tento substrát byl následně zřejmě převrstven čukotským adstrátem.[zdroj?]